# دفاع از رایش
دفاع از رایش (به آلمانی: Reichsverteidigung) بخشی از نبردهای هوایی در جنگ جهانی دوم بود که توسط لوفت‌وافه در مناطق تحت سلطه آلمان به منظور دفاع از مردم و مراکز صنعتی انجام می‌شد. این مجموعه نبرد یکی از طولانی‌ترین جنگ هوایی در طول تاریخ است که نیروهای طرفین شب و روز در حال درگیری بودند.

## نیرو و راهبرد دفاعی آلمان
هنگام آغاز جنگ جهانی دوم در ماه سپتامبر سال ۱۹۳۹ آلمان با بیش از ۱۰۰۰ جنگنده تک‌موتوره ب‌اف ۱۰۹ و ۲۰۰ جنگنده سنگین دوموتوره ب‌اف ۱۱۰ و همچنین ۱۹۷ توپ ضدهوایی سنگین و حدود ۱۵۰۰ توپ ۸۸ میلی‌متری ضدهوایی از حریم هوایی خود محافظت می‌کرد. آلمان و فیلدمارشال هرمان گورینگ، فرمانده کل لوفت‌وافه به اتکای این نیروی قدرتمند اطمینان بالایی از مصونیت در مقابل حملات هوایی دشمنان داشتند. به هر صورت ابتدا تصور می‌شد تنها لهستان در مقابل آلمان است و ۳۶ بمب‌افکن متوسط نیروی هوایی آن قابل چشم‌پوشی است. پس از ورود فرانسه و بریتانیا به جنگ با آلمان این تصورات دست‌خوش تغییر شد. به هر صورت ناوگان بمب‌افکن‌های منسوخ نیروی هوایی فرانسه، با وجود فاصله اندک پایگاه‌های آن با مراکز حساس در آلمان از جمله ناحیه صنعتی رور، نیز خطر قابل توجهی به حساب نمی‌آمد. با این حال نیروی هوایی بریتانیا با بهره‌گیری از حدود ۳۰۰ بمب‌افکن نوین همپدن و ولینگتون و ۱۰۰ بمب‌افکن قدیمی‌تر ویتلی در کنار ۳۰۰ بمب‌افکن متوسط بلنهیم، تهدید جدی‌تری بود.

## مقابله با بمب‌افکن‌های بریتانیا (۱۹۴۱–۱۹۳۹)

### رزم شبانه

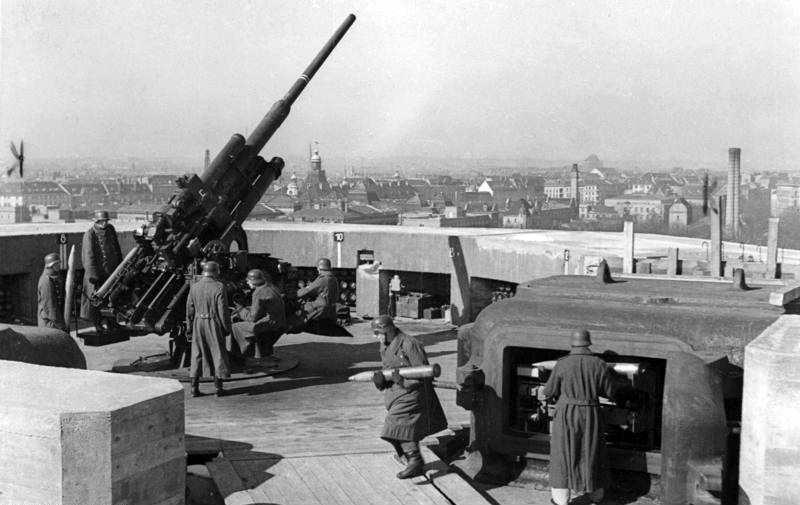
برج ضدهوایی برلین ۱۹۴۰

به منظور اجتناب از گرفتار شدن به اقدامات تلافی‌جویانه لوفت‌وافه در اثر واردن آمدن تلفات غیرنظامی به آلمان، عملیات بمب‌افکن‌های بریتانیایی علیه آلمان از روز ۴ سپتامبر سال ۱۹۳۹ با هدف گرفتن کشتی‌های جنگی کریگس‌مارینه در دریای شمال آغاز شد. این حملات با وارد آوردن خسارت به ناوگان بمب‌افکن‌های بریتانیا به نتیجه خاصی نرسیدند. آلمانی‌ها در ابتدا در مقابله با این حملات تعدادی از هواگردهای تک‌موتوره ب‌اف ۱۰۹ خود را در در نقش جنگنده شبانه به‌کار گرفتند. این جنگنده‌ها در همکاری با نورافکن‌های خودی عمل می‌کردند. نخستین حمله هوایی علیه یک هدف در خاک آلمان شب ۱۹ مارس سال ۱۹۴۰ صورت گرفت. پنجاه بمب‌افکن ویتلی و همپدن بریتانیا پایگاه هواگردهای دریایی لوفت‌وافه در هورنوم در جزیره زیلت را بمباران کردند. در چند هفته آتی الگوی حملات تغییری نکرد.
در نهایت در پی بمباران روتردام در هلند در میانه ماه مه توسط لوفت‌وافه، بریتانیایی‌ها نیز به دستور روز ۱۵ مه وینستون چرچیل، نخست‌وزیر این کشور دست از اجتناب از آسیب رساندن به غیرنظامیان آلمانی در حملات هوایی خود کشیدند. بدین شکل، همان شب ۹۹ بمب‌افکن بریتانیایی راهی هدف گرفتن تأسیسات نفتی و راه‌آهن در ناحیه رور شدند تا بمباران راهبردی آلمان توسط متفقین رسماً آغاز شود. درحالی‌که با وجود خوشبینی ابراز شده از جانب فرماندهی نیروی بمب‌افکن‌های بریتانیا، بمباران‌های راهبردی هنوز سال‌ها با تصوری که از آن‌ها وجود داشت، فاصله داشتند. این بمب‌افکن‌ها در عملیات‌های شبانه مسیر خود را به درون اراضی آلمان را با ستارگان و اهدافشان را با نور ماه می‌یافتند. شرایط مناسب جوی هم لازمه این روش بود که البته به نفع اقدامات مقابله‌ای آلمانی‌ها نیز تمام می‌شد. آتشبارهای سنگین ضدهوایی آلمان در ارتفاع کمتر از سه هزار متر و آتشبارهای سبک خودکار ۳۷ و ۲۰ میلی‌متری آن در ارتفاع‌های پایین تأثیر بالایی علیه هواگردهای دشمن به نمایش گذاشتند. بمب‌افکن‌های بریتانیایی برای در امان ماندن از آتش این تسلیحات اقدام به پرواز در ارتفاع‌های بسیار بالا، حرکات زیگ‌زاگ یا عمل در شب‌های غیر مهتابی می‌کردند. درنتیجه این بمباران‌ها به اندازه‌ای بدون دقت صورت می‌گرفت که آلمانی‌ها را در شناسایی اهداف مورد نظر بریتانیایی‌ها به زحمت می‌انداخت.
در چهارماهه نخست تهاجم هوایی علیه آلمان، نیروی هوایی بریتانیا ۴۰۰۰ سورتی اجرا کرد که در جریان آن ۱۶۳ هواگرد خود را از دست داد. تا این زمان توپ‌های ضدهوایی سنگین آلمان به حدود ۴۵۰ عدد رسیده بود. با وجود بدون تأثیر بودن یا اثر ناچیز این بمباران‌ها بر روحیه آلمانی‌ها یا بر ظرفیت تولید تسلیحات آن‌ها و با مشاهده اثر مشابه بمباران‌های دشمن بر خود، رهبران بریتانیا همچنان بر نقش تعیین‌کننده آن اصرار داشتند.

#### به‌کارگیری تجهیزات راداری
با وقوع تقریباً هر شب حملات هوایی بریتانیایی‌ها، آلمانی‌ها به باور لزوم تشکیل یک نیروی جنگنده شبانه سازمان‌بافته رسیدند. به دستور رایشس‌مارشال گورینگ یگانی متشکل از جنگنده‌های سنگین دو موتوره که بدین منظور مناسب‌تر بودند، ایجاد شد. این آرایش غالباً با هواگردهای ب‌اف ۱۱۰، جناح ۱ شکاری شبانه نام گرفت و در ابتدا توسط سرگرد ولفگانگ فالک فرماندهی می‌شد. با توجه به این که گاهی آتش ضدهوایی آلمان به اشتباه جنگنده‌های خودی را که توسط نورافکن‌ها روشن می‌شدند هدف می‌گرفت، به ابتکار سرهنگ یوزف کامهوبر نورافکن‌ها به خارج از شهرها منتقل و در یک خط دفاعی بین شلسویگ-هولشتاین تا لیژ، دقیقاً در مسیرهاق ورود بمب‌افکن‌های بریتانیایی، مستقر گشتند. ورود شب‌هنگام هر هواگرد دیگری از لوفت‌وافه به این منطقه ممنوع بود تا جنگنده‌های شبانه بتوانند با هر پرنده ناشناس درگیر شوند. این ابتکار بلافاصله موجب افزایش اثرگذاری جنگنده‌های شبانه آلمانی شد. به هر صورت در این تاکتیک هواگرد مهاجم ابتدا می‌بایست با نورافکن‌ها روشن می‌شد و سپس مورد حمله قرار می‌گرفت؛ این موضوع وابستگی زیادی به شرایط آب‌وهوایی داشت و ابری بودن آسمان خلل جدی در آن ایجاد می‌کرد. به منظور حل این مشکل، سرهنگ کامهوبر توصیه به استفاده از رادار فْرِیا برای هدایت هواگردهای رهگیر شبانه کرد. بدین شکل عوامل مخابراتی لوفت‌وافه یک پایگاه راداری با تأسیسات اولیه ارتفاع‌یابی در جانب شرقی خلیج زایدرزی در هلند ایجاد نمودند. پس از مجموعه‌ای کارآزمایی‌های عملیاتی، نخستین مورد از رهگیری شبانه به کمک رادار در ۱۶ اکتبر ۱۹۴۰ اتفاق افتاد که در آن یک هواگرد دورنیه دو ۱۷ توانست با دریافت جهت‌دهی از پایگاه زمینی، یک بمب‌افکن ولینگتون را سرنگون کند. به هر صورت رادار فریا قدت زیادی نداشت و موفقیت رهگیری تا حدود زیادی به اقبال جنگنده‌ها مربوط بود. برای بهود عملکرد سامانه‌های راداری، چند رادار وورتسبورگ به نیری جنگنده شبانه تعلق گرفت. در کارآزمایی با این رادار الگوی عملیاتی آینده نیروی جنگنده شبانه تکامل یافت. هر پایگاه هدایت جنگنده سه سامانه راداری مجزا داشت. یک رادار فریا برای نظارت عمومی بر ناحیه و دو رادار وورتسبورگ یکی برای ردیابی هواگرد هدف و دیگری برای پیگیری حرکات جنگنده‌های شبانه بود. با این تجهیزات ترکیبی هدایت‌گران زمینی خلبانان جنگنده‌ها را به سمت اتصال بصری با قربانی سوق می‌دادند.
این تجهیزات نوآورانه بودند اما برد کوتاه ۴۰ کیلومتری وورتسبورگ اغلب موجب قطع رهگیری پیش از برقراری اتصال بصری بین جنگنده شبانه با بمب‌افکن می‌شد. بر مبنای نیاز به راداری با برد حداقل ۸۰ کیلومتری، شرکت تلفن‌کن رادار وورتسبورگ را با یک بشقاب بازتاب‌گر بسیار بزرگ‌تر اصلاح کرد. نتیجه وورتسبورگ-ریزه (وورتسبورگ غول‌پیکر) بود که وارد تولید شد.
تحت نظارت کامهوبر، آلمان پایگاه‌هایی راداری خود را در طول خط دفاعی در فواصل ۳۰ کیلومتری برقرار کرد. این خط دفاعی به شکل یک داس ترسیم گشت که «دسته» آن از دانمارک از شمال به جنوب و «تیغه» آن به صورت یک منحی از شمال آلمان از طریق هلند، بلژیک و شمال فرانسه تا مرز سوئیس کشیده می‌شد. در صورت موفقیت این تاکتیک پیش‌بینی می‌شد حملات هوایی به شب‌های تاریک‌تر کشیده شود. بدین خاطر، لازم بود جهت‌دهندگان زمینی جنگنده‌های شبانه را به فاصله بسیار کمتری تا اهداف هدایت کنند تا برد مشاهده آن برسند. از این رو نمونه سبک‌وزنی از دستگاه رادار برای نصب بر روی جنگنده‌ها سفارش داده شد.

### حمله به پایگاه‌های بمب‌افکن‌ها
همزمان، لوفت‌وافه جنگنده‌های شبانه برد بلند خود را برای حمله پایگاه‌های بمب‌افکن‌های بریتاینایی به‌کارگرفت. گروه ۱ جناح ۲ شکاری شبانه با عمل از خیلزه ان رین در هلند، هواگردهایی را در مأموریت گشتزنی بر فراز پایگاه‌های دشمن می‌فرستاد تا هواگردهای آن را هنگام برخاستن یا نشستن شکار کنند. این هواگردها در این حال امکان گریز نداشتند و طعمه راحتی بودند. تأثیر روانی این کار بر روحیه خدمه بمب‌افکن‌های بریتانیایی بیشتر بود. بریتانیایی‌ها مجبور می‌شدند روشنایی پایگاه‌ها را کاهش دهند که در اثر آن چندین هواگرد در اثر فرود سخت آسیب دید یا به‌کلی منهدم شد.

### نتایج دفاع و حملت هوایی اولیه
در نهایت با آغاز یورش آلمان به شوروی در جریان عملیات بارباروسا، بریتانیا دیگر نمی‌توانست بی تأثیر بودن کارزار بمباران‌های خود را انکار کند. به شکلی که آمار ارائه شده توسط سخنگوی دولت این کشور نشان‌گر نرسیدن ۸۰ درصد از این بمب‌افکن‌ها به منطقه‌ای به مساحت ۲۰۰ کیلومتر مربعی حول هدف مورد نظر بود. این بمب‌افکن‌ها بمب‌های خود در مزارع و جنگل‌ها فرومی‌ریختند. در ده تهاجم هوایی که بین ماه‌های ژوئن تا نوامبر سال ۱۹۴۱ علیه برلین صورت گرفت تنها ۱۳۳ آلمانی کشته شدند؛ درحالیکه این عدد در تلفات خدمه بمب‌افکن‌های بریتانیایی تقریباً به سه برابر می‌رسید. در مجموع در این سال بیش از هزار خدمه بمب‌افکن‌های بریتانیایی در عملیات‌های بمباران علیه آلمان جان خود را از دست دادند که در مقایسه با سال قبل از آن دو برابر شده بود.
تهدید بمب‌افکن‌های بریتانیایی تا اوایل سال ۱۹۴۲ به اندازه‌ای برای آلمانی‌ها پایین بود که لوفت‌وافه تنها دو جناح شکاری برای محافظت از حریم هوایی تمامی اروپای غربی به کار گرفته بودند.